# Iza och Elle

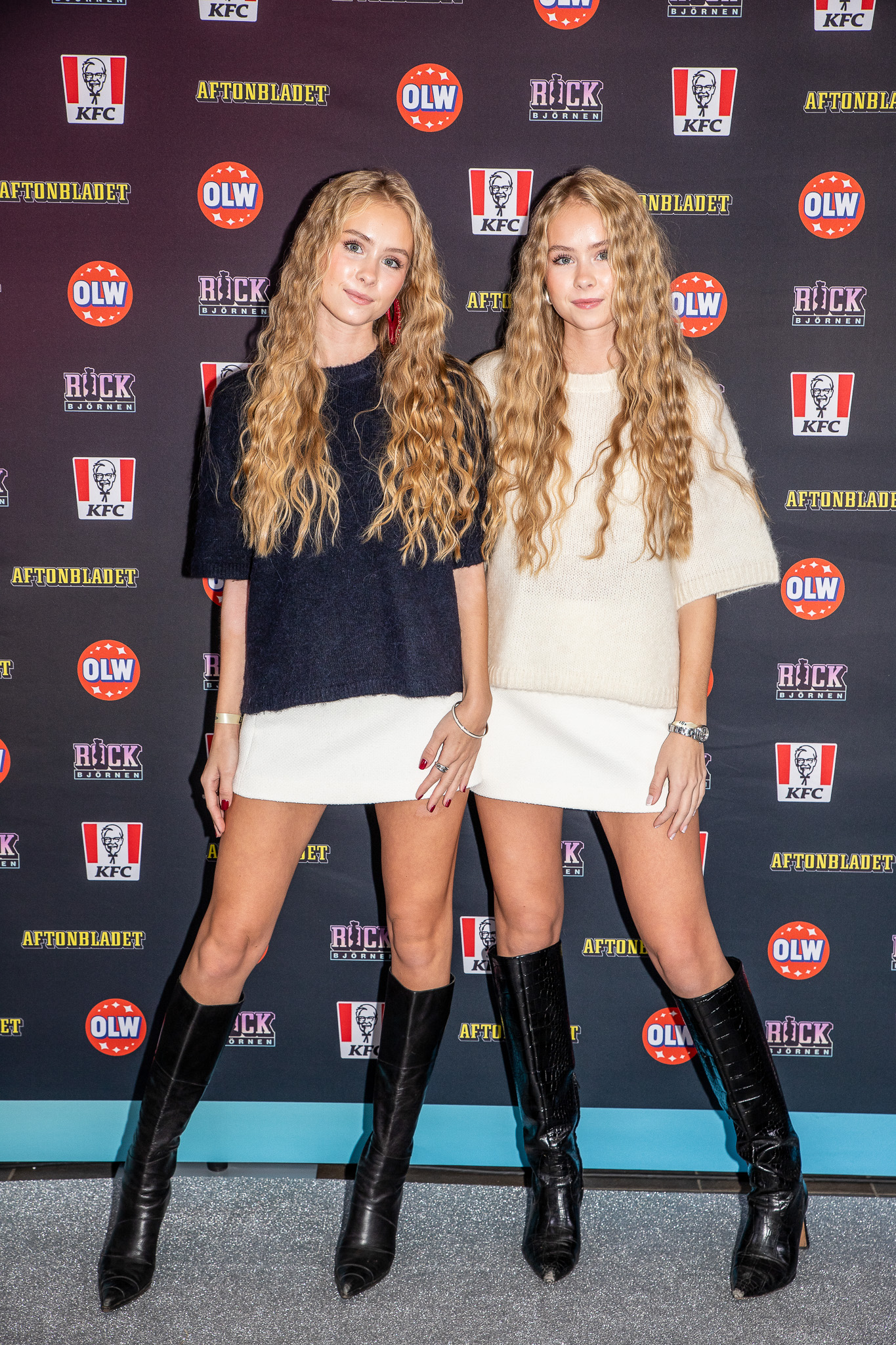
Iza Cryssanthander och Elle Cryssanthander på Rockbjörnen 2024.

Iza och Elle Cryssanthander, födda 26 januari 2005, kända under artistnamnet Iza & Elle, är två svenska enäggstvillingar som är kända från TikTok.
År 2020 hade de Sveriges största TikTokkonto med över 6 miljoner följare. Samma år hade de även mycket höga prenumerationssiffror på Instagram och YouTube.

## Biografi
Iza och Elle Cryssanthander gick på danskurser i balett fram till åtta års ålder, då ett fotbollsintresse istället tog över..

## Karriär
Tvillingarna upptäckte Musical.ly sommaren 2016, genom ett klipp som delades på Instagram. De laddade ner appen och hade till en början var sitt konto, innan de startade ett gemensamt. När de gjorde sitt konto öppet hamnade de snabbt på en global "featured"-sida, vilket gjorde att deras konto fick stor spridning över hela världen. 
År 2017 slog de världsrekord med 114 medverkande i en dans i ett Musical.ly-klipp.
I början av 2018 hade tvillingarna nått drygt 3 miljoner följare på Musical.ly och när appen köptes upp och blev TikTok, sommaren 2018, hade de mer än 4 miljoner följare.

## Medial uppmärksamhet
Iza och Elle har vid flera tillfällen medverkat i TV. År 2018 medverkade man i Allsång på Skansen.[källa behövs]. År 2020 var de prisutdelare på P3 Guld.[källa behövs] Samma år medverkade man i mindre cameoroller i TV-serien Up4Noise i SVT 2020. De medverkade i Tvillingboken av Susanne Nylén 2020.
Å 2022 gjorde man cameoroller i ett avsnitt av TV-serien Bert på TV4 Play, medverkade i ett avsnitt av SVT:s serie Den svenska dokusåpan och medverkade i ett avsnitt av SVT:s serie Om.

## Priser och utmärkelser
| År   | Instiftare  | Pris                        | Resultat  |
| ---- | ----------- | --------------------------- | --------- |
| 2019 | Nickelodeon | Sveriges favorit-influerare | Vinnare   |
| 2018 | Guldtuben   | Årets Musical.ly            | Nominerad |
| 2018 | Nickelodeon | Sveriges Favoritmuser       | Vinnare   |
| 2018 | Icon Fest   | Årets Musical.ly            | Vinnare   |